# Человек в высоком замке (телесериал)
«Человек в высоком за́мке» (англ. The Man in the High Castle) — американский телевизионный сериал в жанре антиутопии и альтернативной истории производства Amazon Studios, Scott Free, Headline Pictures и Electric Shepherd Productions. Сериал основан на одноимённом романе 1962 года американского писателя Филипа Дика. Сюжет является альтернативной историей мира, в котором страны Оси выиграли Вторую мировую войну. Соединённые Штаты были оккупированы и разделены на три части: японское марионеточное государство Тихоокеанских Штатов Америки, которое занимает территории на запад от Скалистых гор бывших США; нацистское марионеточное государство, которое включает восточную часть бывших США; и нейтральную зону, которая выступает в качестве буферной зоны между двумя частями и которая получила название Штаты Скалистых гор.
Премьера пилота состоялась 15 января 2015 года, и он стал «самым просматриваемым с момента начала программы развития оригинальных сериалов». 18 февраля 2015 года сериал был расширен до 10-серийного сезона. Остальные девять эпизодов вышли 20 ноября 2015. Релиз второго сезона из десяти эпизодов состоялся 16 декабря 2016 года. 4 января 2017 года сериал был продлён на третий сезон. Премьера третьего сезона состоялась 5 октября 2018 года, все 10 серий были выпущены сразу. 21 июля 2018 на фестивале San Diego Comic-Con было объявлено, что сериал продлён на четвёртый сезон, который вышел 15 ноября 2019 года и стал последним для шоу.

## Сюжет
Главными героями являются Джулиана Крейн, Фрэнк Фринк, Джо Блейк, Джон Смит и Нобусукэ Тагоми, а действие сериала происходит в 1962 году.

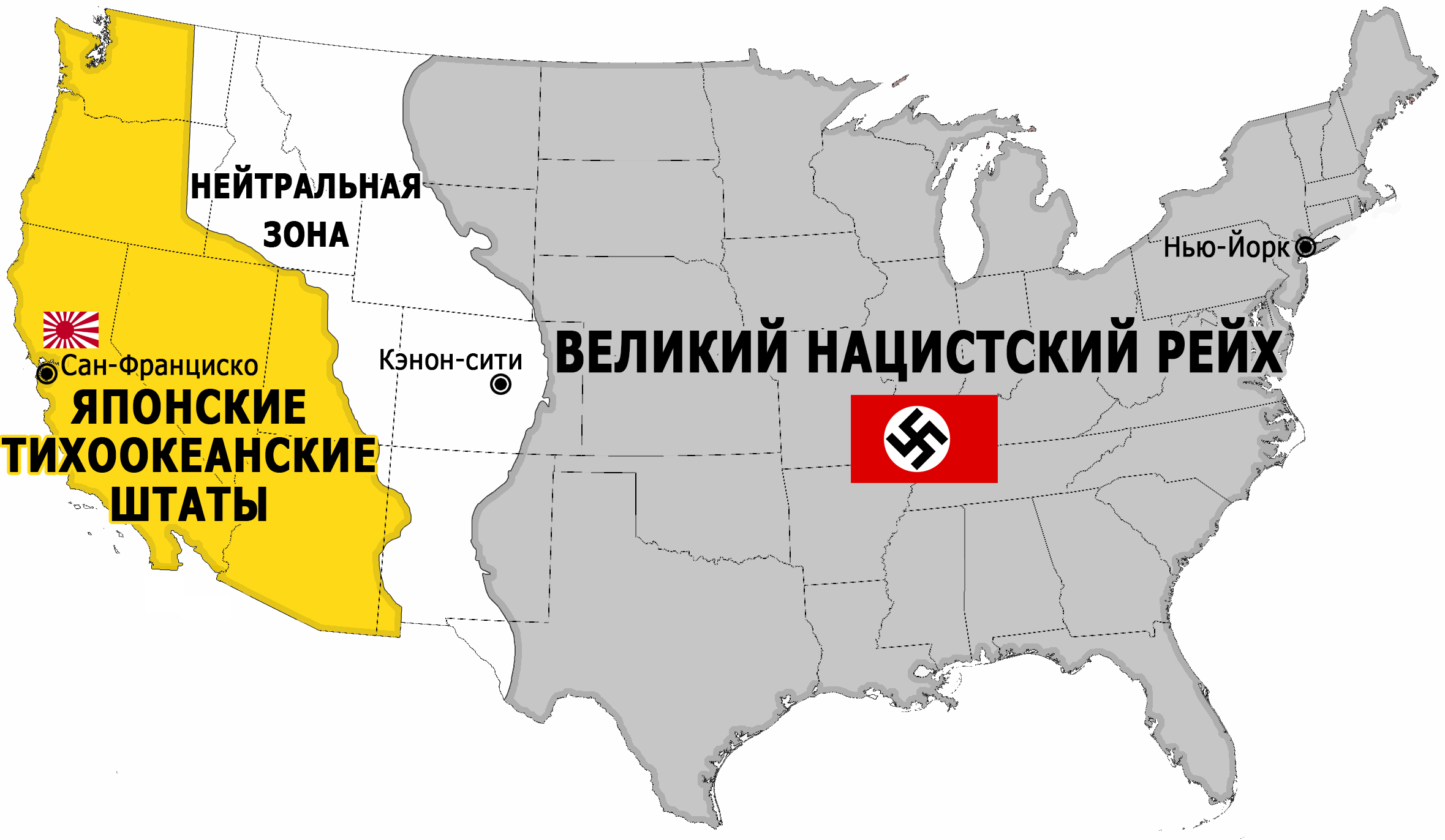
США разделены на три части: Японские Тихоокеанские штаты на западе, Великий нацистский рейх на востоке и Штаты Скалистых гор (или Нейтральная зона) в центре, как показано в начальных титрах.

Флаг Великого нацистского рейха (американского рейхскомиссариата)

Флаг Японских Тихоокеанских штатов

Джулиана Крейн — девушка из Сан-Франциско, чья единоутробная сестра Труди только что была убита японской военной полицией практически на её глазах. Перед тем, как погибнуть, она передаёт Джулиане киноплёнку, которая содержит фильм в стиле кинохроники, описывающий альтернативную историю, в которой союзники выиграли Вторую мировую войну и Германия с Японией были побеждены. Фильм озаглавлен «Когда наестся саранча» и является частью серии похожих кинохроник, собранных кем-то, известным как «Человек в высоком замке». Джулиана считает, что кинохроника отражает некоторую часть альтернативной реальности, и что это часть большей правды о том, каким мир должен быть. Её парень, Фрэнк Фринк (который скрывает свои еврейские корни, чтобы избежать экстрадиции и смерти от рук нацистов), считает, что кинохроника не имеет никакого отношения к реальным событиям. Джулиана узнаёт, что Труди перевозила фильм в Кэнон-Сити, Колорадо, в Штаты Скалистых гор, где она собиралась встретиться с кем-то. Джулиана решает отправиться в место назначения Труди, чтобы узнать, какой была миссия её сестры. Когда она прибывает в Кэнон-Сити, она встречает Джо Блейка.
Джо Блейк — 27-летний житель Нью-Йорка, который разыскивает Сопротивление, чтобы добровольно помочь им, предположительно как попытка продолжить наследие своего отца-патриота. Однако он является секретным агентом, работающим на нацистов. После того как он установил контакт и был принят Сопротивлением, он соглашается отвезти грузовик с «кофеварками» в Кэнон-Сити из Нью-Йорка, где встретится с другим членом Сопротивления. В Кэнон-Сити он заходит в столовую и знакомится с Джулианой, которая ждала здесь, надеясь встретить знакомого Труди. В то же время в Нью-Йорке член Сопротивления Блейк ранее был схвачен и приговорён к смерти нацистами во главе с обергруппенфюрером Джоном Смитом. Хоть члены Сопротивления и не разговаривали, нацисты уже знали, для чего грузовик направляется в Кэнон-Сити, что намекает на то, что это могло быть ловушкой.
Нобусукэ Тагоми — высокопоставленный японский чиновник в Сан-Франциско. Он тайно встречается с нацистским чиновником Рудольфом Вегенером, который направляется инкогнито под именем шведского бизнесмена Виктора Бейнса. Тагоми и Вегенер обеспокоены насчёт вакуума власти, который возникнет, когда Адольф Гитлер погибнет или будет вынужден уйти в отставку из-за прогрессирующей болезни Паркинсона. Вегенер объясняет, что наследник Гитлера захочет использовать немецкую ядерную бомбу против Японии, чтобы получить контроль над остальной частью бывших Соединённых Штатов. В данный момент, однако, Япония и Третий рейх вовлечены в холодную войну (напряжённую, но без открытого военного столкновения), в которой японцы начали отставать от нацистов в технологическом отношении.

### Альтернативная история
Внутри сериала дано много подсказок, показывающих детали его альтернативной истории, которая похожа на ту, что показана в романе. Момент, когда альтернативная история расходится с реальной, вероятно, звучит в сцене с владельцем антикварной лавки Робертом Чилденом. В разговоре с Фрэнком Фринком он упоминает, что Франклин Рузвельт был убит 15 февраля 1933 года (возможно, Джузеппе Дзангарой). Более того, обергруппенфюрер СС Джон Смит упоминает, что «Упадок разрушил эту страну до войны». Это может означать то, что Великая депрессия ослабила Соединённые Штаты. Поэтому можно предположить, что в точке бифуркации Дзангара убил Рузвельта в 1933 году, из-за чего США могли не выйти из Великой депрессии и, как возможное последствие, это привело к изоляционистской политике США, воздержавшихся от участия во Второй мировой войне. В итоге США не имели достаточной мощи для эффективной помощи союзникам в борьбе против Германии или защиты от нападения Японии на Тихом океане. Нацисты, а не американцы, создали атомную бомбу (вероятно, её называют «устройством Гейзенберга»), и страны Оси выиграли Вторую мировую войну.
Некоторые из героев упоминают, что Вашингтон был разрушен атомной бомбой, сброшенной нацистской Германией, что привело к капитуляции Америки (взрыв бомбы в Вашингтоне показан в сцене перед начальными титрами в 10-й серии 2-й сезона). Также было упомянуто, что Сталин был казнён в 1949 году. Страны Оси стали мировыми сверхдержавами. Однако благодаря своим быстрым технологическим достижениям и растущей экономике нацистская Германия добивается превосходства. В то же время империалистская Япония тщательнее придерживается своих традиций.

### Кинохроники
Ключевой темой сериала является история, показанная в кинохрониках. Хоть их важность и остаётся неясной, приобрести их — основная цель многих из главных героев. В их число входят движения Сопротивления, загадочный «Человек в высоком замке», службы безопасности Японии и нацистов и сам Адольф Гитлер. Кинохроники показывают возможные варианты развития событий, которые отличаются от альтернативной истории, показанной в сериале. Некоторые из них, кажется, соответствуют «нашей» реальности, показывая взятие Берлина Красной армией и празднование победы над нацистской Германией. Однако события, показанные в других записях кинохроники, в корне отличаются и от альтернативной, и от реальной истории — например, ядерная атака на Сан-Франциско в 1960-х и живой Сталин в 1954 году вместо его смерти в 1953 году (тогда как в реальности, показанной в сериале, считается, что он был казнён в 1949 году). Позднее выясняется, что плёнки доставляют так называемые путешественники, способные перемещаться между параллельными вселенными. На этих людей нацисты обратили особое внимание, так как они лелеют мечту — завоевать все параллельные миры и сделать Рейх практически безграничным. Поэтому достаточно много плёнок, где офицеры СС расстреливают главных героев. Для того, чтобы завоевать параллельные вселенные, нацисты под руководством доктора Менгеле строят особую машину, способную пробить тоннель между мирами.

## Актёрский состав
= Главная роль в сезоне
     = Второстепенная роль в сезоне
     = Гостевая роль в сезоне
     = Не появляется

### Главные роли
| Алекса Давалос      | Джулиана Крейн             | 10 | 10 | 10 | 10 | 40 |
| Руперт Эванс        | Фрэнк Фринк                | 10 | 9  | 6  |    | 25 |
| Люк Клайнтенк       | Джо Блейк / Йозеф Хойсманн | 10 | 9  | 6  |    | 25 |
| Ди Джей Куоллс      | Эд Маккарти                | 10 | 8  | 9  |    | 27 |
| Кэри-Хироюки Тагава | Нобусукэ Тагоми            | 10 | 9  | 10 |    | 29 |
| Руфус Сьюэлл        | Джон Смит                  | 10 | 10 | 10 | 10 | 40 |
| Джоэл де ла Фуэнте  | Такэси Кидо                | 10 | 10 | 9  | 10 | 39 |
| Бреннан Браун       | Роберт Чилден              | 4  | 8  | 9  | 9  | 30 |
| Каллум Кит Ренни    | Гари Коннелл               |    | 8  |    |    | 8  |
| Белла Хиткот        | Николь Беккер              |    | 7  | 9  |    | 16 |
| Чела Хорсдэл        | Хелен Смит                 | 6  | 10 | 10 | 10 | 36 |
| Майкл Гэстон        | Марк Сэмпсон               | 3  | 1  | 9  |    | 13 |
| Джейсон О’Мара      | Уайатт Прайс               |    |    | 7  | 10 | 17 |
| Фрэнсис Тернер      | Белл Мэллори               |    |    |    | 10 | 10 |
| Всего эпизодов      | Всего эпизодов             | 10 | 10 | 10 | 10 | 40 |

- Алекса Давалос — Джулиана Крейн, девушка из Сан-Франциско, которая внешне счастливо живёт под властью японцев; она становится мастером айкидо и дружелюбна с японцами, живущими в Сан-Франциско. Её мать не разделяет увлечения дочери, так как японцы убили отца Джулианы во время войны.
- Руперт Эванс — Фрэнк Фринк, парень Джулианы. Он работает на фабрике, производящей поддельный «довоенный» антиквариат, который ценится японскими коллекционерами, тогда как в свободное время он делает настоящие ювелирные украшения. Активно участвует в антияпонском сопротивлении.
- Люк Клайнтенк — Джо Блейк / Йозеф Хойсманн, новобранец подпольного американского Сопротивления, который на самом деле является агентом, работающим на СС под руководством обергруппенфюрера Джона Смита.
- Ди Джей Куоллс — Эд Маккарти, лучший друг Фрэнка, работает вместе с ним на фабрике. В третьем сезоне оказывается геем и вступает в близкие отношения с участником сопротивления — харизматичным ковбоем.
- Кэри-Хироюки Тагава — Нобусукэ Тагоми, министр торговли Тихоокеанских Штатов Японии. Сотрудничает с Рудольфом Вегенером, для предотвращения войны между Японией и Рейхом. Не разделяет милитаристские идеи соотечественников и желает мира.
- Руфус Сьюэлл — Джон Смит, обергруппенфюрер СС, борющийся с Сопротивлением в Нью-Йорке, затем оберстгруппенфюрер СС, рейхсмаршал Великого нацистского рейха, позднее рейхсфюрер Американского рейха. Предан немецким покровителям, не видя иного способа выжить самому и его семье.
- Чела Хорсдэл — Хелен Смит, жена Джона Смита. Мать Томаса, Эми и Дженнифер Смит.
- Джоэл де ла Фуэнте[англ.] — главный инспектор Такэси Кидо, глава японской военной полиции, расположенной в Сан-Франциско. Предан императору, хотя иногда вынужден выбирать между долгом и совестью.
- Бреннан Браун[англ.] — Роберт Чилден, владелец антикварной лавки в Сан-Франциско, который заключает секретную сделку с Фрэнком. Труслив, хотя иногда способен на мужественные поступки.
- Каллум Кит Ренни — Гари Коннелл, лидер Сопротивления западного побережья и боевик Абендсена.
- Белла Хиткот — Николь Беккер, подруга Джо Блейка в Берлине, родившаяся в Лебенсборне, кинорежиссёр.

### Эпизодические роли
- Карстен Нёргор — Рудольф Вегенер, высокопоставленный нацистский чиновник, который обменивается секретами с Тагоми.
- Рик Уорти — Лемюэл «Лем» Вашингтон, владелец ресторана «Санрайз» в Каньон-Сити и член Сопротивления.
- Камилль Салливан — Кэрен, лидер тихоокеанского отделения Сопротивления.
- Ли Шортен — сержант Ёсида, «правая рука» инспектора Кидо. Погиб при взрыве в штаб-квартире Кэмпэйтай.
- Арнольд Чан — Котомити, личный помощник Тагоми. Во втором сезоне признался Тагоми, что переместился из другой реальности, где пережил атомную бомбардировку Хиросимы.
- Хэнк Харрис — Рэндалл Беккер, член тихоокеанского отделения Сопротивления.
- Аллан Хэви — Человек-оригами, нацистский шпион, отправленный в Каньон-Сити, чтобы устранить членов Сопротивления.
- Бёрн Горман — Маршал, охотник за головами, разыскивающий беглецов из концлагерей.
- Шон Росс — Чистильщик сапог, молодой альбинос, живущий в Каньон-Сити.
- Роб Лабелл — Карл, хозяин книжного магазина в Каньон-Сити, раскрытый как беглец из концлагеря по имени Дэвид Фрис и повешенный Маршалом.
- Джеффри Блейк — Джейсон Мейер, семит, член Сопротивления.
- Луис Одзава Чжанцзянь — Пол Касура, богатый адвокат, собирающий довоенные американские памятные вещи.
- Тао Окамото — Бетти, жена Пола.
- Эми Окуда — Кристин Танака, офисная работница в Ниппон-билдинг.
- Хиро Канагава — Тайси Окамура, лидер якудза, базирующейся в Тихоокеанских Штатах.
- Стивен Рут — Готорн Абендсен, Человек в высоком замке.
- Себастьян Роше — Рейхсминистр Мартин Хойсманн, высокопоставленный нацист в Берлине, биологический отец Джо Блейка.
- Кара Мицуко — Сара, американка японского происхождения, член Сопротивления, стала подругой Фрэнка, выжила в концентрационном лагере Манзанар.
- Тейт Донован — Джордж Диксон, таинственный друг семьи Крейнов.
- Майкл Хоган — Хаган, бывший проповедник и лидер Сопротивления Сан Франциско.
- Ци Ма — генерал Хидэхиса Онада, один из лидеров японской армии.
- Сэн Мицудзи — Тору Кидо, сын Такэси.

#### Семья Джона Смита
- Чела Хорсдэл — Хелен Смит, жена Джона Смита.
- Куинн Лорд — Томас Смит, сын Джона Смита и старший ребёнок в семье.
- Грейсин Шиньей — Эми Смит, младшая дочь Джона Смита.
- Женеа Шарпентье — Дженнифер Смит, старшая дочь Джона Смита.

#### Семья Джулианы Крейн
- Дэниел Робук — Арнольд Уокер, отчим Джулианы и отец Труди.
- Мейколл Гордон — Энн Крейн Уокер, мать Джулианы, которая всё ещё скорбит по её убитому во время Второй мировой войны мужу.
- Конор Лесли — Труди Уокер, сводная сестра Джулианы. Появилась в третьем сезоне как Труди из другой реальности, но из-за тяжелой переносимости перемещения вернулась в свой мир.

#### Семья Фрэнка Фринка
- Кристин Шателен — Лора Крозерс, сестра Фрэнка.
- Даррен Долински — Билл Крозерс, муж Лоры.
- Каллум Шейграм Эйрли — Джон Крозерс, сын Лоры.
- Кармен Миккелсен — Эмили Крозерс, дочь Лоры.

#### Семья Нобусукэ Тагоми
- Юкари Комацу — Мичико Тагоми, жена Нобусукэ.
- Эдди Шин — Нориаки Тагоми, сын Нобусукэ и Мичико.

#### Исторические личности
- Рей Прошиа — оберстгруппенфюрер СС Рейнхард Гейдрих.
- Дайсукэ Цудзи — кронпринц Японии (возможно Акихито в 1962 году альтернативной истории).
- Маюми Ёсида — кронпринцесса Японии (возможно Митико в 1962 году альтернативной истории).
- Кион Янг — маршал императорской армии Японии Сюнроку Хата.
- Кеннет Тайгар — рейхсфюрер СС Генрих Гиммлер.
- Питер Андерсон — министр пропаганды Рейха Йозеф Геббельс.
- Вольф Музер — Адольф Гитлер.
- Лиза Пэкстон — Ева Браун, жена Гитлера.
- Уильям Форсайт — Джон Эдгар Гувер, директор бюро расследований американского рейха, подразделения службы безопасности рейхсфюрера СС (СД).
- Дэвид Фурр — рейхсмаршал Великого нацистского рейха Джордж Линкольн Рокуэлл.
- Тимоти В. Мерфи — Адольф Эйхман, оберстгруппенфюрер СС.
- Иромото Ида — император Японии Хирохито.
- Гвинит Уолш — Маргарет Гиммлер, жена Генриха Гиммлера, глава имперского Красного Креста.
- Джон Ханс Тестер — доктор Йозеф Менгеле.

## Список серий
Премьерный и второй эпизоды были показаны на специальном фестивале «Comic-Con». Премьера сезона состоялась 20 ноября 2015 года.

### Обзор сезонов
| Сезон | Сезон | Эпизоды | Эпизоды         | Оригинальная дата показа |
| ----- | ----- | ------- | --------------- | ------------------------ |
|       | 1     | 10      | 1               | 15 января 2015           |
| 2     | 1     | 10      | 23 октября 2015 |                          |
| 3-10  | 1     | 10      | 20 ноября 2015  |                          |
|       | 2     | 10      | 10              | 16 декабря 2016          |
|       | 3     | 10      | 10              | 5 октября 2018           |
|       | 4     | 10      | 10              | 15 ноября 2019           |

### Сезон 1 (2015)
| № в сериале | № в сезоне | Название серии                            | Режиссёр          | Автор сценария              | Премьера        |
| --- | ---------- | ----------------------------------------- | ----------------- | --------------------------- | --------------- |
| 1 | 1          | «Новый мир» «The New World»               | Дэвид Семел       | Фрэнк Спотниц               | 15 января 2015  |
| Сериал начинается в 1962 году. Первый эпизод описывает жизнь трёх людей: Джо Блейка, молодого парня в Великом нацистском рейхе (который впоследствии окажется агентом СС, работающим на обергруппенфюрера Джона Смита), занимающегося транспортировкой подрывной запрещённой кинохроники, в которой союзники победили во Второй мировой войне; Фрэнка Фринка, ювелира, который живёт в японских Тихоокеанских штатах и скрывает своё еврейское происхождение, и Джулианы Крейн, девушки, которая также живёт в японских Тихоокеанских штатах, бывшей невесты Фрэнка. Джулиана направляется в Нейтральную зону, чтобы доставить фильм в рамках миссии, данной ей Сопротивлением. По пути у неё крадут сумку, оставив её без денег. Джо и Джулиана в конце концов встречаются в Нейтральной зоне, тогда как Фрэнк задержан инспектором Кидо из Кэмпэйтая и может быть экстрадирован в нацистскую Америку, где как еврей он будет в ускоренном порядке казнён. |            |                                           |                   |                             |                 |
| 2 | 2          | «Восход» «Sunrise»                        | Дэниел Персивал   | Фрэнк Спотниц               | 23 октября 2015 |
| Во время работы в столовой в Каньон-Сити Джулиана встречает мужчину, держащего бумажного журавля, и предполагает, что он — её контактёр. Джо, посмотрев свою собственную копию фильма, узнаёт от Смита, что его контактёром является агент Службы безопасности СС, который пытается остановить Сопротивление, и он не должен ему мешать. Когда Джулиана встречает человека, делающего оригами, на находящейся неподалёку дамбе, чтобы передать ему фильм, он нападает на неё. Джо спешит ей на помощь, но она использует своё знание айкидо, чтобы сбросить агента СД с дамбы, тем самым убив его. Смит по дороге на работу попадает в засаду, но ему удаётся отбиться от нападения. Тем временем, в Тихоокеанских штатах сестра Фрэнка и двое её детей взяты под стражу Кэмпэйтаем, и Фрэнку говорят, что они будут убиты вместе с ним за то, что они евреи, если он не будет сотрудничать. Заключённый в соседней камере убеждает Фрэнка быть смелее. Когда Фрэнка уже собираются расстрелять, Кэмпэйтай арестует женщину, которая украла сумку Джулианы, и Фрэнка освобождают. Однако, Кидо сообщает Фрэнку, что эта новость пришла слишком поздно, чтобы спасти его сестру и её детей. Фрэнк приходит в ярость. |            |                                           |                   |                             |                 |
| 3 | 3          | «Портрет девушки» «The Illustrated Woman» | Кен Олин          | Томас Шнауц и Эван Райт     | 20 ноября 2015  |
| Джо и Джулиана должны действовать быстро, так как в Каньон-Сити прибывает ужасный охотник за головами по прозвищу «Маршал» для того, чтобы расследовать смерть человека, делающего оригами. Тагоми и Вегенер составляют план по передаче ценных секретов из Рейха, а Фрэнк решает отомстить японцам. |            |                                           |                   |                             |                 |
| 4 | 4          | «Разоблачения» «Revelations»              | Майкл Раймер      | Томас Шнауц и Джейс Ричдэйл | 20 ноября 2015  |
| Джо всё больше и больше разрывается между выполнением задания и своими растущими чувствами к Джулиане. В то время как Эд пытается отговорить Фрэнка делать окончательное решение, расследование Смита прерывается, когда у него возникают проблемы с его свидетелем, а план Тагоми срывается, когда во время речи принца события приобретают драматичный поворот. |            |                                           |                   |                             |                 |
| 5 | 5          | «Новая реальность» «The New Normal»       | Брайан Спайсер    | Роб Уильямс                 | 20 ноября 2015  |
| Джулиана возвращается домой только для того чтобы обнаружить новые детали, которые приводят её ближе к разгадке загадки фильмов. Тем временем, Джо сталкивается с тяжёлым разбором полётов по возвращении домой. Кидо начинает своё расследование событий во время речи принца, тогда как Тагоми и Вегенер делают решающую попытку, чтобы выполнить свою миссию. |            |                                           |                   |                             |                 |
| 6 | 6          | «Три обезьянки» «Three Monkeys»           | Нельсон Маккормик | Роб Уильямс                 | 20 ноября 2015  |
| Джо празднует День ветеранов в доме Смита. Джулиана устраивается на работу к Тагоми и продолжает свой поиск ответов. Смит, который получил сведения о действиях Вегенера, но также является его старым другом, останавливает его в аэропорту и приглашает на ужин в надежде получить от Вегенера ответы. Смит арестует Вегенера. Смит застаёт Джо копающимся в его документах. |            |                                           |                   |                             |                 |
| 7 | 7          | «Истина» «Truth»                          | Брэд Андерсон     | Эмма Фрост                  | 20 ноября 2015  |
| Джулиана совершает поразительное открытие о смерти её сестры. Фрэнк реагирует на последние события и делает важное решение насчёт своего будущего, а Тагоми получает большое понимание насчёт прошлого Джулианы. |            |                                           |                   |                             |                 |
| 8 | 8          | «Конец света» «End of the World"»         | Карин Кусама      | Уолон Грин                  | 20 ноября 2015  |
| Джулиана и Фрэнк планируют покинуть Тихоокеанские штаты, но только снова подвергаются опасности от Джо, который пытается заполучить новый фильм. Тем временем, верность Смита подвергается последнему испытанию, когда он сталкивается с поразительным семейным открытием. Серия названа так по одноимённой песне, которая исполняется в течение серии на японском языке. |            |                                           |                   |                             |                 |
| 9 | 9          | «Доброта» «Kindness»                      | Майкл Словис      | Джейс Ричдэйл               | 20 ноября 2015  |
| Когда время подходит к концу, Фрэнк отчаянно рискует своей жизнью, чтобы спасти Джо. Для Смита всё наконец встаёт на свои места, когда он узнаёт, кто стоял за попыткой убийства. Тагоми разоряется, когда он сталкивается с последствиями своей схемы, а расследование Кидо принимает неожиданный поворот, когда он делает важное открытие. Тем временем Фрэнк и Джулиана, овладевшие новым фильмом, решают посмотреть его, но они испытывают шок, когда узнают, что фильм описывает, по-видимому, в ближайшем будущем, ядерную бомбардировку Сан-Франциско, где СС преследует выживших и казнит их; среди казнённых Фрэнк узнаёт самого себя, а среди эсэсовцев находится Джо. |            |                                           |                   |                             |                 |
| 10 | 10         | «Выход» «A Way Out»                       | Дэниел Персивал   | Роб Уильямс                 | 20 ноября 2015  |
| Фрэнк и Джулиана яросто противостоят Джо как нацистскому агенту. Он отправляется в нацистское посольство с фильмом. Джо узнаёт, что Гейдрих готовит ловушку. Кидо узнаёт информацию от якудза и убивает нацистского снайпера, который стрелял в кронпринца. Эда задерживают с пистолетом Фрэнка и используют как козла отпущения за попытку покушения на кронпринца, предотвратив нужду Кидо совершить сэппуку. Гейдрих требует от Смита преданности перед тем как Вегенер совершит покушение на Гитлера. Вегенер прощается со своей семьёй и отправляется в главную ставку Гитлера в Австрийских Альпах, но после противостояния с Гитлером убивает самого себя. Смит арестовывает предателя Гейдриха и докладывает об этом Гитлеру. Джо избегает засады Лема и отправляется на лодке в Мексику вместо Джулианы. Фрэнк узнаёт, что Эд был арестован и возвращается в штаб-квартиру Кэмпэйтай, где его задерживают. Тагоми идёт на Юнион-сквер для медитации с кулоном Джулианы и оказывается в альтернативном 1962 году, где союзники одержали победу во Второй мировой войне. |            |                                           |                   |                             |                 |

### Сезон 2 (2016)
| № в сериале | № в сезоне | Название серии                                | Режиссёр          | Автор сценария            | Премьера        |
| --- | ---------- | --------------------------------------------- | ----------------- | ------------------------- | --------------- |
| 11 | 1          | «Логово тигра» «The Tiger's Cave»             | Дэниел Персивал   | Фрэнк Спотниц             | 16 декабря 2016 |
| После того как Джулиана помогает Джо ускользнуть из рук Сопротивления, её преданность оказывается под сомнением. Обергруппенфюрер Смит возвращается с важной информацией, которое чуть не стоило ему жизни. Тем временем министр Тагоми оказывается ошеломлён мыслями о реальности, в котором нацисты проиграли вторую мировую войну. Джулиан встречается с "Человеком в высоком замке". Она узнает лицо в одном из фильмов, показанных им.                                                                                    |            |                                               |                   |                           |                 |
| 12 | 2          | «Нехожеными тропами» «The Road Less Traveled» | Колин Бакси       | Роб Уильямс               | 16 декабря 2016 |
| После чудесного спасения Джулиана узнаёт шокирующую семейную тайну, которая имеет глобальное значение и вынуждает её принять судьбоносное решение, которое изменит всю её жизнь. Министр Тагоми, Кидо и Фрэнк принимают решение пойти на очень рискованный шаг. Тем временем в Нью-Йорке Джо пытается наладить свою жизнь, однако все меняется после того как обергруппенфюрер Смит даёт ему новую возможность, которую он ждал всю жизнь. Джулиан перебегает на территорию нацистского рейха, и просит политического убежища. |            |                                               |                   |                           |                 |
| 13 | 3          | «Путники» «Travelers»                         | Дэниел Сакхайм    | Эрик Олсон                | 16 декабря 2016 |
| Борясь за выживание в странном мире нацистского Нью-Йорка Джулиана ищет единственного, кому по её мнению она может доверять - Джо Блейка. Злой и дерзкий после её ухода Фрэнк обращается к Сопротивлению и его харизматичному лидеру. Джо раздирает внутренний конфликт, когда он, наконец, встречается со своим отцом. |            |                                               |                   |                           |                 |
| 14 | 4          | «Напряжение» «Escalation»                     | Дэвид Петрарка    | Уэсли Стрик               | 16 декабря 2016 |
| Джулиана обнаруживает что она далеко не в безопасности от Сопротивления в Рейхе. Смит не может смириться с реальностью и готов пойти на всё ради своего сына. Другой отец - Джо, пытается убедить Берлин дать ему шанс. Фрэнк стоит перед выбором: насколько далеко он готов пойти, чтобы помочь делу Сопротивления? |            |                                               |                   |                           |                 |
| 15 | 5          | «Пригнись и накройся» «Duck and Cover»        | Джон Фоусетт      | Эрик Олсон и Рик Кливленд | 16 декабря 2016 |
| Джо узнаёт правду о своём прошлом, что ставит под сомнение абсолютно всё. Разрыв между Фрэнком и Эдом расширяется, пока Фрэнк всё больше обращается к Сопротивлению. Чтобы обесепечить свою безопасность, Джулиана должна предать близкого к ней человека. |            |                                               |                   |                           |                 |
| 16 | 6          | «Кинцуги» «Kintsugi»                          | Пол Холахан       | Франческа Гардинер        | 16 декабря 2016 |
| Николь знакомит Джо с неожиданной стороной Берлина. На своём новом задании Джулиана входит в близкий круг Смита. Тагоми наконец воссоединился со своей семьёй, но столкнулся с перспективой потерять их снова. |            |                                               |                   |                           |                 |
| 17 | 7          | «Страна радости» «Land O' Smiles»             | Карин Кусама      | Роб Уильямс               | 16 декабря 2016 |
| Во время своего приближения к Смитам Джулиана узнаёт страшную тайну. Чилден и Фрэнк попадают в щекотливую ситуацию, пытаясь урегулировать долг якудза. На задании Сопротивления, Фрэнк раскрывает японский план, который мог воплотить его худший кошмар в реальность. |            |                                               |                   |                           |                 |
| 18 | 8          | «Болтун — находка для шпиона» «Loose Lips»    | Алекс Закржевский | Рик Кливленд              | 16 декабря 2016 |
| Джулиана собирает разведданные для Сопротивления, которые могли бы вызвать Третью мировую. Когда политическая жизнь в Берлине становится нестабильной, Джо должен сделать выбор, который может стоить ему жизни. Фрэнк узнаёт правду о Джулиане, что ставит под сомнение его отношения со вновь обретённой семьёй - Сопротивлением. |            |                                               |                   |                           |                 |
| 19 | 9          | «Взрыв» «Detonation»                          | Крис Лонг         | Уэсли Стрик               | 16 декабря 2016 |
| Дилемма Тагоми: остаться с семьёй или вернуться в мир, который он оставил позади. В отчаянии, чтобы покинуть Рейх Джулиана заключает последнюю и опасную сделку с Сопротивлением. Раскрыв секрет, Эд ставит план Сопротивления под угрозу срыва. Фрэнк должен решить, что делать с предательством своего лучшего друга. |            |                                               |                   |                           |                 |
| 20 | 10         | «Осадки» «Fallout»                            | Дэниел Персивал   | Эрик Олсон                | 16 декабря 2016 |
| Тагоми заручается поддержкой Кидо, чтобы путём обмана спасти Японию от разрушения. В жизни Смита всё вокруг рассыпается и чтобы удержать власть, он смело играет в опасную игру. Джо пытается сделать правильный выбор, но страдает из-за окончательного предательства. Джулиана должна сделать раздирающий её душу выбор, который определит будущее мира. |            |                                               |                   |                           |                 |

### Сезон 3 (2018)
| № в сериале | № в сезоне | Название серии                                                                             | Режиссёр            | Автор сценария                  | Премьера       |
| --- | ---------- | ------------------------------------------------------------------------------------------ | ------------------- | ------------------------------- | -------------- |
| 21 | 1          | «Теперь мы заботимся о вас больше, чем когда-либо» «Now More Than Ever, We Care About You» | Дэниел Персивал     | Уэсли Стрик                     | 5 октября 2018 |
| Джулиана Крэйн знакомится в Нейтральной Зоне с решалой-ирландцем по имени Уайатт и вскоре ей приходится бежать обратно в Сан-Франциско и там обратиться за помощью к Тагоми. Японцы проводят испытание атомной бомбы. Джо Блейка направляют с дипломатической миссией в Сан-Франциско. Кидо принимает к себе нового сержанта. Николь Дормер прибывает в Нью-Йорк, чтобы возглавить новую пропагандистскую кампанию. Смиты стараются как-то справиться с последствиями смерти Томаса.                        |            |                                                                                            |                     |                                 |                |
| 22 | 2          | «Представьте Маньчжурию» «Imagine Manchuria»                                               | Алекс Закржевский   | Эрик Овермайер                  | 5 октября 2018 |
| Джулиана осознает, что их с Тагоми судьбы переплетены. Тагоми и адмирал Инокучи понимают, что рейх начинает вводить скрытое нефтяное эмбарго для государств Тихого океана. Рейхсмаршал Рокуелл и Дж. Эдгар Гувер организуют заговор против Джона Смита. Елена начинает посещать сеансы психотерапии, которые призваны помочь ей справиться с личной травмой вызванной потерей сына Томаса, и предпринимает решительные действия, чтобы защитить свою семью. Кидо и Тагоми входят в конфликт из-за Джулианы. |            |                                                                                            |                     |                                 |                |
| 23 | 3          | «Военные действия» «Sensô Kôi»                                                             | Эрнест Дикерсон     | Крис Коллинз                    | 5 октября 2018 |
| Джулиана и Тагоми пытаются разгадать секреты фильмов, а Джулиана находит старого друга. Чилден спешит вернуться в Сан-Франциско, узнав о том репрессии прекратились, но возможность нового романа заставляет Эда медлить с отъездом. У Кидо появляется агент, которого он пускает по новому следу. Смит понимает что стал знаменитостью высшего нацистского общества на показе нового фильма Николь о его сыне Томасе.                                                                                      |            |                                                                                            |                     |                                 |                |
| 24 | 4          | «Сабра» «Sabra»                                                                            | Джон Фоусет         | Эрик Симонсон                   | 5 октября 2018 |
| Новая община борется за выживание в Нейтральной Зоне. Джулиана и Джо знакомятся заново, и Джо продолжает свою подпольную работу на Гиммлера. Уайатт появляется у Джулианы в Сан-Франциско. Смита начинает преследовать его прошлое. По пути домой Эд и Чилден попадают в неприятности. Напряженность между Рейхом и Империей нарастает, и Тагоми начинает опасаться за свою жизнь. |            |                                                                                            |                     |                                 |                |
| 25 | 5          | «Новый Колосс» «The New Colossus»                                                          | Дэниел Персивал     | Уэсли Стрик                     | 5 октября 2018 |
| Рейхсфюрер продолжает провоцировать Японские Тихоокеанские Штаты. Джулиана с трудом избегает смертельно опасной ситуации, обнаружив тайник с нацистскими секретами. Джон Смит вступает в схватку со своим политическим противником. Нацисты готовятся к «Нулевому году». Джо и Джулиана оказываются в поворотной точке их отношений. |            |                                                                                            |                     |                                 |                |
| 26 | 6          | «Конец истории» «History Ends»                                                             | Мира Менон          | Элизабет Бенджамин и Кален Иган | 5 октября 2018 |
| С помощью Уайатта Джулиана сбегает из Сан-Франциско с секретами нацистов. Чилден наконец-то может вернуться домой. Эд решает остаться в Нейтральной Зоне. Тагоми откровенничает с Кидо, и это меняет его взгляды. Карьера Джона Смита совершает поворот. |            |                                                                                            |                     |                                 |                |
| 27 | 7          | «Избыток враждебности» «Excess Animus»                                                     | Стеф Грин           | Дре Райан                       | 5 октября 2018 |
| Джулиана присоединяется к миссии против нацистов и воссоединяется со старыми друзьями. Тельма и Николь становятся ближе, несмотря на возможные риски. Смит узнает больше о попытках нацистов перемещаться между мирами. Кидо требует от Тагоми искренности. |            |                                                                                            |                     |                                 |                |
| 28 | 8          | «Касуми — сквозь тьму» «Kasumi (Through the Mists)»                                        | Дженнифер Гетцингер | Уильям Н. Фордс                 | 5 октября 2018 |
| Джулиана понимает, что времени осталось мало, но привлечение соратников стоит ее усилий. Тагоми оказывается в ситуации между жизнью и смертью. Хелен Смит переходит границу во время терапии. Кидо преследует свою жертву в Нейтральной Зоне. |            |                                                                                            |                     |                                 |                |
| 29 | 9          | «Баку» «Baku»                                                                              | Дебора Чоу          | Крис Коллинз и Крис ву          | 5 октября 2018 |
| Миссия Джулианы и Уайатта отправляет их глубоко на восток, в сердце секретного проекта нацистов. Пытаясь улучшить отношения между сторонами, Тагоми организовывает неофициальную встречу со Смитом. Смит делает важное открытие. Кидо завершает свое расследования. |            |                                                                                            |                     |                                 |                |
| 30 | 10         | «Нулевой год» «Jahr Null»                                                                  | Дэниел Персивал     | Эрик Овермайер и Уэсли Стрик    | 5 октября 2018 |
| Оказывая противодействие нацистам, Джулиана оказывается в рискованной ситуации. Гиммлер и Джон Смит возглавляют роскошное празднование Нулевого Года. Несмотря на успех, Смит чувствует себя подавленным. Кидо возвращается в Сан-Франциско с добычей и проявляет добро по отношению к другу. Тагоми принимает трудное решение. Эд возвращается в Сан-Франциско и к Чилдену. Гиммлер тяжело ранен снайпером.                                                                                                |            |                                                                                            |                     |                                 |                |

### Сезон 4 (2019)
| № в сериале | № в сезоне | Название серии                                              | Режиссёр            | Автор сценария             | Премьера       |
| --- | ---------- | ----------------------------------------------------------- | ------------------- | -------------------------- | -------------- |
| 31 | 1          | «Гексаграмма 64» «Hexagram 64»                              | Дэниел Персивал     | Уэсли Стрик                | 15 ноября 2019 |
| Министр Тагоми погибает во время покушения на японскую кронпринцессу. Инспектор Кидо и генерал Ямори предполагают, что к покушению может быть причастен рейхсмаршал Джон Смит. Кэмпэйтай начинают поиски убийцы. Хелен Смит с дочерьми живет в Нейтральной Зоне у своего брата Хэнка МакКри. Джон Смит прилетает к ней и просит вернуться с ним в Нью-Йорк. Хелен отказывается, после чего Джон забирает дочерей и улетает с ними без супруги. Уайатт становится лидером сопротивления. Джулиана выжила после выстрела Смита и переместилась в параллельный мир, где работает преподавателем айкидо. Сын Джона Смита Томас - один из её учеников. Во время одной из медитаций Джулиана видит Тагоми в своем видении. Он оставляет ей послание. |            |                                                             |                     |                            |                |
| 32 | 2          | «Каждая дверь туда...» «Every Door Out..»                   | Нельсон МакКормик   | Джули Эбер                 | 15 ноября 2019 |
| Портал «Nebenwelt» теперь позволяет агентам рейха перемещаться между параллельными мирами. Они ведут разведывательную работу по сбору технологической и культурной информации из других параллельных миров. Менгеле создал карту мульти-вселенной. Нацистские агенты саботируют программу ядерной защиты в том параллельном мире, где союзники выиграли Вторую мировую войну. Смит узнаёт о том, что он существует в параллельном мире, а также о том, что Джулиана выжила и также находится там. Уайатт предлагает лидерам BCR, Элайдже и Белл Мэллори, объединить силы BCR и его группы сопротивления. Белл сообщает, что Силдан планирует провести аукцион западных артефактов. Генерал Масуда, маньчжурский мясник, Кидо и два министра обороны - Шимура и Нагасаки - также посетят аукцион. BCR видит в них цели для атаки. Белл предлагает группе Уайатта атаковать мероприятие. Взамен BCR снабдит его оружием, которое срочно необходимо группе сопротивления. Уайатт договаривается с Чилденом об организации кеттеринга для мероприятия. Чилден не в курсе намерений Уайатта. Чилден встречается с кронпринцессой. Мечта всей его жизни осуществляется, когда она описывает его, как культурного человека. Дженнифер Смит признаётся школьному другу Генри, что была в Нейтральной Зоне, а не в Чикаго. Она проигрывает для него запрещённую пластинку с джазовой музыкой, которую привезла из Нейтральной Зоны. Её сестра Эми заходит в комнату и пытается рассказать отцу об увиденном. Смит защищает Дженнифер, говоря Эми, что пластинка была уликой в одном расследовании. Дженнифер звонит матери и говорит, что хотела бы вернуться в Нейтральную Зону. |            |                                                             |                     |                            |                |
| 33 | 3          | «Коробка» «The Box»                                         | Джон Фоусет         | Кален Иган                 | 15 ноября 2019 |
| Хелен Смит возвращается в Великий Нацистский Рейх. Джулиана встречается с Рассом и берет у него пистолет. Она обнаруживает, что за ней следят. Кидо сообщает генералу Ямори, что у Мингуса Джонса есть алиби. Ямори приказывает ему объявить Мингуса убийцей Тагоми и закрыть дело. Сын инспектора Тору Кидо страдает от пост-травматического расстройства после его участия в кампании Масуды в Маньчжурии, во вспышке гнева он убивает вышибалу в "Бамбуковом дворце", но его отцу удается все уладить с Якудза, которым принадлежит заведение. Тору Кидо рассказывает отцу, что империя теряет позиции в Китае и они оба всего лишь пешки в политической игре. Кидо выставляет сына из дома и отрекается от него. Уайатт и его люди начинают устраивать засаду в доме, где будет проходить аукцион. BCR перехватывает сообщение по радио о том, что они раскрыты. В начавшейся перестрелке Белл убивает Масуду. Кидо прибывает на место слишком поздно. Шимура и Нагасаки также убиты. Уайатт теряет нескольких человек из своей группы. Чилден, невольно ставший заложником BCR, говорит, что кронпринцесса планирует полностью вывести войска из Японских Тихоокеанских Штатов (ЯТШ) и что BCR убили не тех людей. Аукцион должен был стать прикрытием для встречи, на которой бы обсуждался вывод войск. Джон Смит из параллельного мира пытается спасти Джулиану от убийства и погибает сам. Его убийца, нацистский агент, узнаёт его. |            |                                                             |                     |                            |                |
| 34 | 4          | «Счастливого пути» «Happy Trails»                           | Рэйчел Лайтермен    | Марк Ричард                | 15 ноября 2019 |
| Абендсена принуждают вести телепередачу "Tales from the High Castle" (Сказки из Высокого Замка), антологию нацистской пропаганды, которая показывает дистопию победы союзников. В обмен на этом, они не убивают его жену. Джулиана отправляется к мемориалу Линкольна в Вашингтоне и перемещается в свой родной мир. Там она пытается купить хлеб за американские доллары (из параллельного мира) в пекарне Зины Паркс. В этой же пекарне она находит убежище в ожидании Уайатта. Обергруппенфюрер Гёртцманн навещает рейхсмаршала Смита и высказывает завуалированное предупреждение. Переживший атаку снайпера Гиммлер посещает обед в доме Смитов. Маргарета Гиммлер не скрывает своих угроз в отношении Хелен. Здоровье Гиммлера подорвано, он крайне брюзглив. Чилдена держат в заточении BCR. Он связывается с кронпринцессой от их имени и предлагает временное прекращение огня в обмен на мирные переговоры. Генерал Ямори уполномочивает Кидо проводить ответные меры и установить слежку за адмиралом Инокучи, которому кронпринцесса поручила вести тайные переговоры. Кидо провоцирует капитана Ииджиму на признание, что тот убил Тагоми, и записывает это признание на пленку. Джон Смит узнает о том, что Джулиана Крейн вернулась, а также о том, что его версия из параллельного мира погибла, и решает совершить путешествие в параллельный мир сам. |            |                                                             |                     |                            |                |
| 35 | 5          | «Лицемерие» «Mauvaise Foi»                                  | Шарлотта Брандстром | Дэвид Скарпа               | 15 ноября 2019 |
| Смит в параллельном мире выдает себя за свою убитую версию и пытается пожить мирной жизнью с женой и сыном, но ссорится с Томасом, пытаясь отговорить его от военной службы, и встречает человека из своего прошлого. Уайатт с оружием возвращается в Нью-Йорк и встречается с Джулианой. Адмирал Инокучи прибывает на переговоры с лидером BCR Эквиано Хэмптоном, но Кидо выслеживает его. В ходе нападения Кэмпэйтай убивают Хэмптона, адмирал Иногучи арестован за измену. Чилдену удается вернуться из плена живым, поскольку его отпускает на свободу член BCR Бенджи, которому поручили убить Чилдена. |            |                                                             |                     |                            |                |
| 36 | 6          | «Настоящая отвага» «All Serious Daring»                     | Джули Эбер          | Лоулис Эрик Эли            | 15 ноября 2019 |
| В параллельном мире повторяется сцена, когда Томас покидает дом, но теперь он уходит на военную службу, чему Джон Смит не может помешать и возвращается в свой мир, чтобы что-то исправить. Джулиана догадывается, что Абендсен вкладывает свои собственные послания в трансляции, которые его заставляют делать нацисты. Она хочет встретиться с женой Смита, и Уайатт берется сопровождать ее в Нью-Йорк, чтобы не оставлять одну, хотя в Сопротивлении не очень верят идеям Джулианы. Кронпринцесса признается, что адмирал Иногучи вел переговоры по ее приказу, но генерал Ямори запрещает ей покидать ее покои под предлогом обеспечения безопасности, ее телефон приказано отключить. Лидеры BCR планируют крупную операцию, чтобы отомстить за смерть Хэмптона. В ходе трибунала над адмиралом Иногучи Кидо говорит генералу Ямори, что BCR не убивали министра Тагоми, а они оба знают, кто это сделал, но адмирала все равно приговаривают к смерти. Кидо командует расстрелом, но в последний момент отменяет его и приказывает арестовать генерала Ямори, стреляя в капитана Ииджиму, пытавшегося помешать аресту. Кидо представляет доказательства вины Ямори кронпринцессе со словами, что это был его долг. |            |                                                             |                     |                            |                |
| 37 | 7          | «Сами себе хозяева» «No Masters But Ourselves»              | Ричард Хейус        | Уэсли Стрик                | 15 ноября 2019 |
| Смит поручает своему агенту следить за жизнью Томаса в параллельном мире. Ямори ждет суда и надеется, что император его простит. Джулиана и Уайатт прибывают в Нью-Йорк и селятся в заброшенном доме в Гарлеме. Хелен Смит после беседы с Маргарет Гиммлер пытается вернуть доверие нацистов появлением на телевидении. Подслушав разговор Дженнифер Смит с школьным другом, Сопротивление узнает о притворстве Хелен Смит и желании Дженнифер сбежать в Нейтральную зону. Кэмпэйтай доставляет Чилдена на допрос к Кидо. Во время допроса начинаются десятки взрывов, устроенных BCR, которые уничтожают инфраструктуру японцев и срывают доставку нефти в Японию. Отвечая на вопрос уезжающей в Токио кронпринцессы, Кидо говорит, что Япония может удержать территории и победить BCR ценой многих жизней, но он уже не уверен, что это нужно делать. Император в прямом эфире объявляет об окончании оккупации ЯТШ и постепенном выводе войск. Ямори вешается в камере. |            |                                                             |                     |                            |                |
| 38 | 8          | «У Гитлера только одно яйцо» «Hitler Has Only Got One Ball» | Фредерик Э. О. Туа  | Джихан Краузер             | 15 ноября 2019 |
| Рейх и Империя подписывают соглашение об условиях вывода войск Японией. Адмирал Иногучи сообщает, что Японии все равно, что будет дальше с BCR, если Япония сможет продолжать покупать нефть у Рейха. Глава Якудзы в счет оплаты долга за наркотики требует от Тору Кидо привести своего отца к нему, но тот отказывается. Рейхсмаршалу Смиту докладывают о пораженческих разговорах среди американских генералов и промышленников, он приказывает докладывать о подобных случаях ему раньше, чем Гуверу. Абендсен видит, как его жена погибает, покончив с собой, и пытается сделать то же самое. Чилден получает от кронпринцессы разрешение на переезд в Японию и делает предложение своей японской помощнице Юкико, они женятся. Кидо направляется на встречу с главой Якудзы в "Бамбуковый дворец", но попадает в засаду членов Сопротивления, которые хотят его повесить, но его спасает вмешательство BCR, которые постепенно берут власть в ЯТШ. Джулиана рассказывает Хелен Смит, что Томас жив и Джон с ним встречался. Погибает один из членов Сопротивления, помогавший устроить эту встречу. В Нью-Йорк прилетает Гёртцманн, чтобы доставить Смита в Берлин. Заместитель Смита Билл Уиткрофт докладывает, что Гувер собирает против него доказательства и предлагает восстать против Рейха и сделать Америку независимой, но Смит отвечает, что должен ехать в Берлин. |            |                                                             |                     |                            |                |
| 39 | 9          | «За неимением гвоздя» «For Want of a Nail»                  | Джон Фоусет         | Марк Ричард и Дэвид Скарпа | 15 ноября 2019 |
| Смит прилетает в Берлин на совещание к Гиммлеру по захвату Рейхом бывших ЯТШ. После разговора с Джулианой Хелен Смит находит в кабинете мужа пленки, на которых видит его вместе с Томасом и своей версией из параллельного мира и выходит на связь с Сопротивлением. Джулиана рассказывает Хелен правду о портале и другом мире и просит помочь с покушением на Смита, заподозрившую что-то агента Гестапо убивают члены Сопротивления. Чилден с женой пытаются отплыть в Японию, но его не пускают на корабль, и Юкико отплывает одна. На совещание в Берлин прибывает Гувер с компрометирующими Смита материалами. Оставшись наедине с Гиммлером, Смит убивает его. Личная охрана Гиммлера и часть верхушки Рейха также убиты людьми Гёртцманна, вступившего со Смитом в заговор. Смит убивает Гувера. Гёртцманн говорит Смиту, что их договоренность остается в силе, Смит получает Северную Америку, а Гёртцманн – весь остальной Рейх. |            |                                                             |                     |                            |                |
| 40 | 10         | «Пламя богов» «Fire from the Gods»                          | Дэниел Персивал     | Дэвид Скарпа               | 15 ноября 2019 |
| Смит выступает по телевидению с речью о грядущем объединении Америки. Сопротивление готовится напасть на портал и взорвать его. Кидо удается сбежать из тюрьмы, он приходит к Якудза за своим сыном и соглашается работать на них, чтобы выкупить жизнь Тору. BCR выходит в прямой эфир телевидения с призывом к американцам саботировать грядущую войну. Хелен Смит находит секретный план с информацией о создании концлагерей и уничтожении неарийцев и прочих неугодных после победы над BCR и информирует Джулиану о времени поездки Смита к порталу, потребовав обещания позаботиться о дочерях. В поезде Смит признается жене, что Джулиана сказала правду о том, что Томас жив, и рассказывает о своих планах привести его в свой мир. Хелен отвечает, что не хочет, чтобы этот мальчик увидел, в кого они превратились. Смит отдает приказ начать атаку на западные штаты. Сопротивление подрывает железнодорожный путь, при крушении Хелен Смит гибнет, завязывается перестрелка, Смиту удается бежать. Джулиана находит его сидящим на краю пропасти. Смит говорит о том, насколько невыносимо видеть, кем он мог бы стать в другом мире, и кем он стал, и стреляется. Узнав о его смерти, Билл Уиткрофт отменяет атаку на западные штаты. Силы Сопротивления захватывают портал и наблюдают, как через портал к ним идет множество людей. Освобожденный Человек в высоком замке идет им навстречу и исчезает в свете. |            |                                                             |                     |                            |                |

## Предыстория
Сериал разрабатывался в течение многих лет во многих местах.
В 2010 году было объявлено о том, что BBC будет сопродюсировать телевизионную адаптацию «Человека в высоком замке» из четырёх частей для канала BBC One вместе с «Headline Pictures», «FremantleMedia Enterprises» и «Scott Free Films». Ридли Скотт, режиссёр фильма «Бегущий по лезвию» — свободной адаптации другого романа Дика, «Мечтают ли андроиды об электроовцах?», собирался быть исполнительным продюсером адаптации Ховарда Брентона.
11 февраля 2013 года журнал «Variety» сообщил, что «SyFy» занимался адаптацией книги как мини-сериал из четырёх эпизодов, с Ридли Скоттом и Фрэнком Спотницем в качестве исполнительных продюсеров, в сотрудничестве с «Scott Free Productions», «Headline Pictures» и «Electric Shepherd Productions».
1 октября 2014 года Amazon.com начал снимать пилотный эпизод в Рослине, штат Вашингтон, для новой телевизионной драмы, которая должна была выйти в эфир на его Prime web video streaming service. Она была адаптирована Фрэнком Спотницем и продюсируется для «Amazon» Ридли Скоттом, Дэвидом Цукером и Джорданом Шиханом для «Scott Free», Стюартом Маккинноном и Кристианом Ботом для «Headline Pictures», Айзой Хэккетт и Кэйлен Иган для «Electric Shepherd» и «Big Light Productions» Спотница. Пилотный эпизод был выпущен «Amazon Studios» 15 января 2015 года. Производство «Amazon Studios» в некотором роде отличается от того же процесса у традиционных телевизионных каналов. Они производят пилотные эпизоды большого числа различных будущих программ, затем выпускают их и собирают данные об их успехе. Самые многообещающие проекты затем становятся постоянными сериалами. 18 февраля 2015 года «Amazon.com» объявил о том, что «Человеку в высоком замке» был дан «зелёный свет» вместе с четырьмя другими сериалами, и будет снят полноценный сезон.

## Съёмки

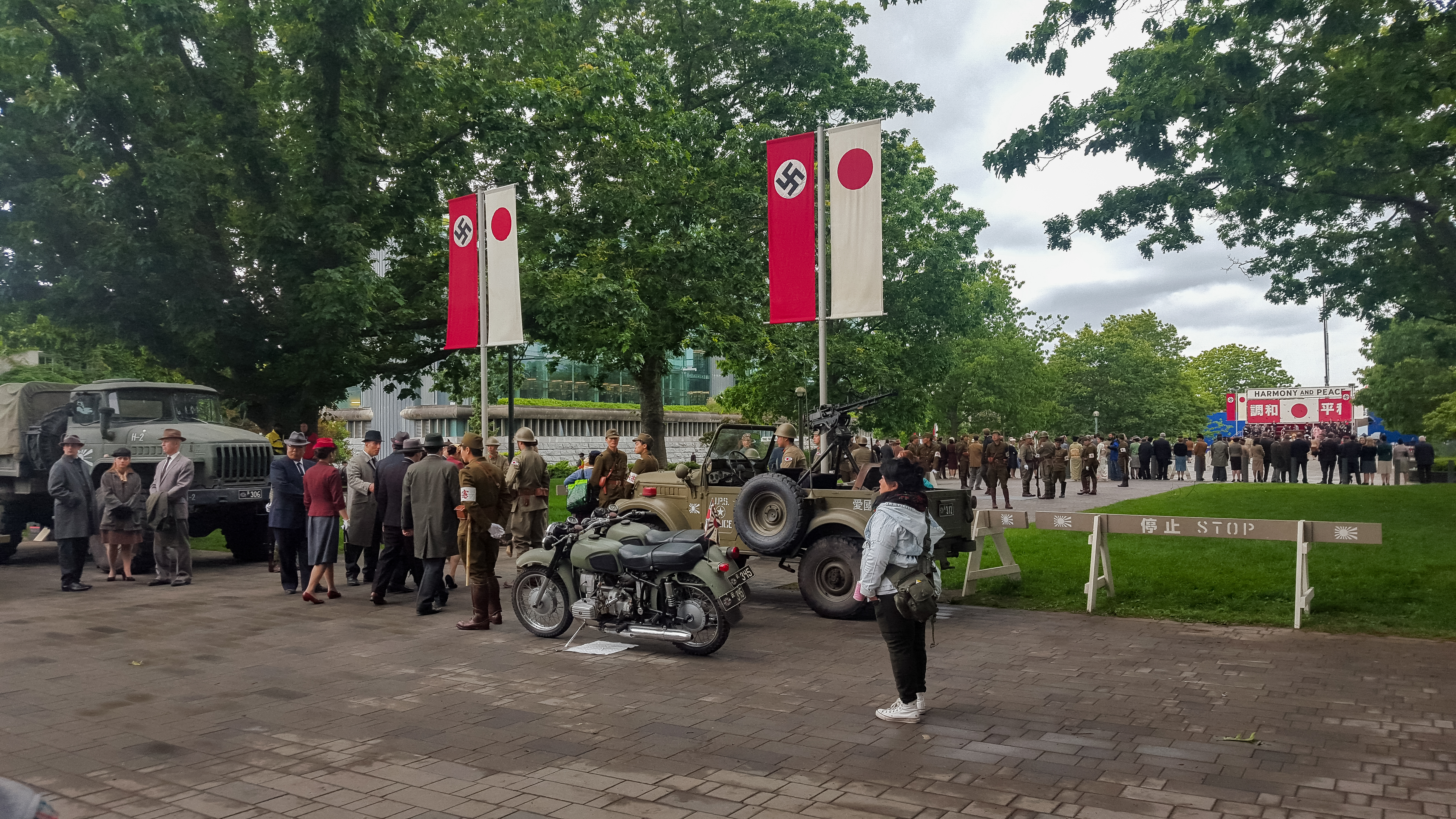
Съёмки в Университете Британской Колумбии

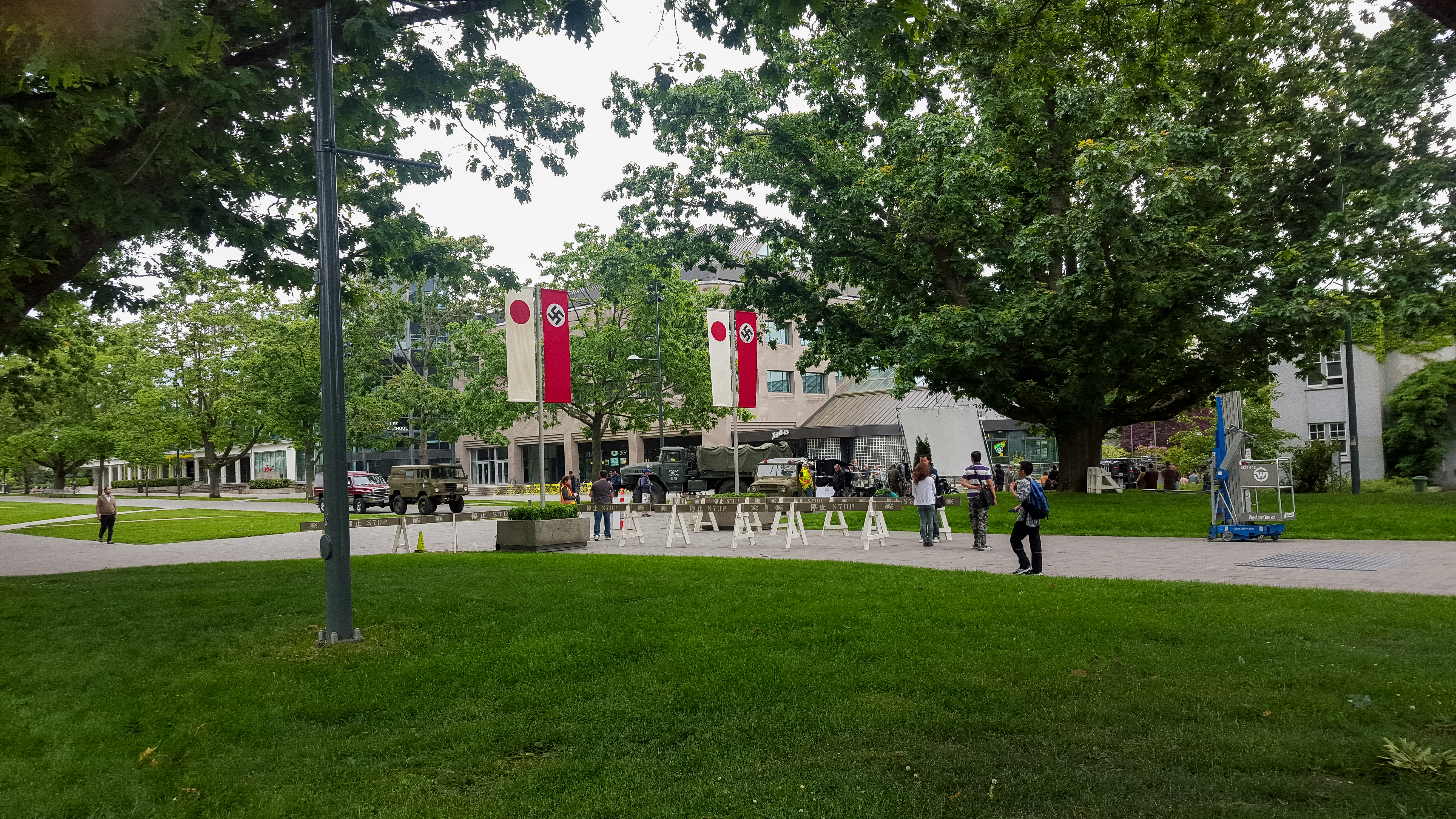
Съёмки в Университете Британской Колумбии

Съёмки пилотного эпизода начались в октябре 2014 года. Основной процесс съёмок прошёл в Сиэтле, где были сняты сцены в Сан-Франциско и Нью-Йорке, а также в Рослине, штат Вашингтон, который долгое время был местом съёмок телесериала «Северная сторона». В числе мест, задействованных в Сиэтле, были Монорельс Сиэтла, «Парамаунт Театр», офис газеты в Пайк-Плейс-маркет, а также различные здания в районе Кэпитол-хилл, Международном округе и Джорджтауне, пригороде Сиэтла. В Рослине съёмочная группа использовала наружные кадры в кафе Рослина, которое чётко показано в «Северной стороне» вместе с несколькими местными предприятиями и пейзажами.
В апреле 2015 года съёмки прошли в Ванкувере, Британская Колумбия, в деловом районе Вест-Джорджия-стрит, вдоль променада здания «Coast Capital Savings». В мае и июне 2015 года съёмки также прошли в Университете Британской Колумбии. В сентябре 2015 года также были сняты наружные планы замка Хоэнверфен. На фото грузовой автомобиль Урал, два мотоцикла Днепр и ГАЗ-69. Под левым цилиндром Днепра, предусмотрительно расстелена тряпка для обязательно капающего масла.

## Споры
В рамках рекламной кампании релиза первого сезона один вагон линии S Нью-Йоркского Метрополитена полностью был покрыт изображениями символики нацистов и Японской империи, как показано в телесериале, в том числе многочисленными флагами США с эмблемой нацистского орла вместо 50 звёзд. В ответ на критику рекламы Руководство городским транспортом Нью-Йорка (MTA) выпустила заявление, говорящее о том, что нет оснований для отказа от рекламы из-за того что стандарты нейтрального содержания рекламы в метро запрещают размещать только политическую рекламу или рекламу, унижающую отдельного человека или группу людей. Докладчик MTA Кевин Ортис заявил, что «MTA является правительственным агентством и не может принять или отвергнуть рекламу, основываясь на том, как мы воспринимаем её; мы должны соблюдать стандарты, подтверждённые нашим руководством. Пожалуйста, имейте в виду, что это коммерческая реклама». Докладчик Адам Лисберг сказал: «Эта реклама, покажется ли она Вам безвкусной или нет, очевидно не рекламирует нацизм; она рекламирует телесериал». После жалоб от пассажиров, а также от губернатора штата Нью-Йорк Эндрю Куомо и мэра Нью-Йорка Билла де Блазио, первоначальные отчёты указали, что «Amazon» убрал рекламу из метро. Позже было объявлено, что MTA убрал рекламу под давлением губернатора Куомо, а не «Amazon».

## Отзывы
«Человек в высоком замке» получил положительные отклики от критиков. «Rotten Tomatoes» дал сериалу одобрительный рейтинг 96 % на основе отзывов 53 критиков, при среднем рейтинге 7,7 из 10. Критический консенсус сайта заявляет: «От исполнительного директора Ридли Скотта, „Человек в высоком замке“, как ни что другое на телевидении, с тотчас же захватывающим сюжетом, ведомым быстро развивающимися персонажами в полностью реализованной послевоенной антиутопии». «Metacritic» даёт сериалу 77 баллов из 100 на основе отзывов 29 критиков, указывая «главным образом благосклонные отзывы».
Мередит Вёрнер из «io9» написала: «Могу честно сказать, что мне понравился этот пилот. Это выразительная, обтекаемая адаптация довольно сложного и очень любимого романа». Мэтт Фаулер из «IGN» дал 9.2 из 10 и описал сериал как «превосходное, пугающее приключение, наполненное неожиданными ходами и (некоторыми научно-фантастическими) поворотами». Брайан Мойлан из «The Guardian» был положителен и похвалил убедительное описание и сложный, но захватывающий сюжет.
«Amazon» впоследствии объявил, что это был самый транслируемый оригинальный сериал сервиса, и продлил его до второго сезона.

## Награды и номинации
- 2016 — две премии «Эмми» за лучшую операторскую работу (Джеймс Хокинсон, эпизод «The New World») и за лучший дизайн вступительных титров, а также две номинации за лучшую работу художника-постановщика для повествовательной современной и фэнтезийной программы (эпизод «The New World») и за лучшие визуальные спецэффекты (эпизод «The New World»).
- 2016 — номинация на премию «Молодой актёр» за лучшую мужскую роль второго плана в телесериале — 14-21 лет (Куинн Лорд).
- 2016 — номинация на премию «Сатурн» лучший телесериал для новых медиа.
- 2016 — номинация на премию «Выбор телевизионных критиков» за лучшую мужскую роль второго плана в драматическом сериале (Руфус Сьюэлл).
- 2017 — три номинации на премию «Эмми»: лучшая операторская работа (Джеймс Хокинсон, эпизод «Fallout»), лучшая работа художника-постановщика для повествовательной исторической программы (эпизод «The Tiger's Cave»), лучшие визуальные спецэффекты (эпизод «Fallout»).
- 2017 — номинация на премию «Спутник» за лучший жанровый телесериал.
- 2017 — номинация на премию «Сатурн» лучший телесериал для новых медиа.
- 2019 — три номинации на премию «Эмми»: лучшая операторская работа (Гонсало Амат, эпизод «Jahr Null»), лучшая работа художника-постановщика для повествовательной исторической или фэнтезийной программы (эпизод «Now More Than Ever, We Care About You»), лучшие визуальные спецэффекты (эпизод «Jahr Null»).
- 2019 — номинация на премию «Спутник» за лучший жанровый телесериал.
- 2020 — премия «Молодой актёр» за лучшую подростковую роль в телесериале (Джиния Шарпантье).